# Константинос Макридис
Константинос Макридис (на гръцки: Κωνσταντίνος Μακρίδης) е кипърски футболист, полузащитник, който играе за Аполон Лимасол.

## Кариера
Макридис започва да тренира футбол в академията на местния Аполон Лимасол. Скоро е взет в първия отбор, където играе почти три години. През януари 2004 г. преминава в АПОЕЛ Никозия. За 4 години се пръвръща в основен играч, като спечелва 2 титли, 2 купи и суперкупа. Записва и мачове в евротурнирите. След победата над Анортозис във финалът за купата на стараната, Макридис е трансфериран в украинския Металург Донецк. Металург завършва на 4-то място и се класира за Лига Европа. Макридис напуска и се завръща в Кипър, където подписва 4-годишен договор с Омония. През сезон 2011/12 е капитан на отбора, като печели и купата. На 23 юни 2012 г. се връща в Металург Донецк, като за три сезон записва 67 мача и 3 гола. На 18 юни 2015 г. подписва договор за 2 години с АПОЕЛ. На 8 януари 2016 г. договорът му е прекратен по взаимно съгласие.

## Успехи
АПОЕЛ Никозия
- Шампион на Кипър (2): 2003/04, 2006/07
- Носител на Купата на Кипър (2): 2006, 2008
- Носител на Суперкупата на Кипър (1): 2004

 Омония Никозия
- Кипърска първа дивизия (1): 2009/10
- Носител на Купата на Кипър (2): 2011, 2012
- Носител на Суперкупата на Кипър (1): 2010